# Тумба-Юханссон, Свен
Свен Улоф Гу́ннар Ту́мба-Ю́ханссон (швед. Sven Olof Gunnar Tumba Johansson; 27 августа 1931, Тумба, Стокгольм — 1 октября 2011, Стокгольм) — шведский спортсмен, профессионально занимавшийся хоккеем с шайбой, футболом и гольфом. Своё прозвище получил в честь родного города Тумба, в котором вырос, в 1950-х годах, а в 1965-м сменил фамилию на Тумба. Выступал за «Юргорден».

## Хоккей

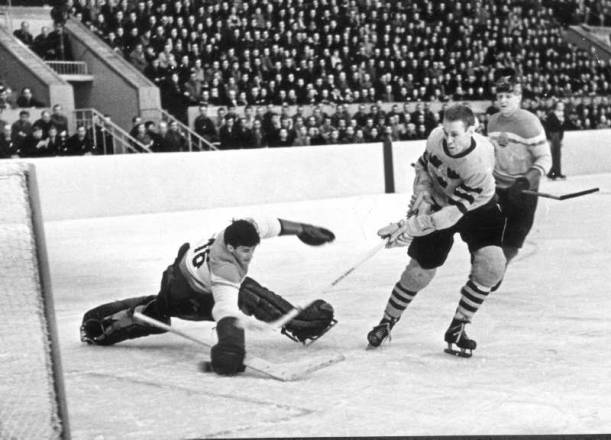
Тумба Юханссон забивает второй гол в ворота ГДР на ЧМ-57. 24.02.1957

Наибольшую известность Юханссону принёс хоккей с шайбой, где он добился восьми титулов чемпиона Швеции вместе с «Юргорденом» (1954, 1955, 1958—1963) и трижды становился лучшим бомбардиром лиги.
В составе сборной Швеции, капитаном которой он был, Тумба сыграл на четырнадцати чемпионатах мира и четырёх Олимпийских играх, дважды признавался лучшим нападающим мирового первенства (1957 и 1962) и также забросил больше всех шайб на Олимпийском хоккейном турнире в Инсбруке в 1964 году. До сих пор он удерживает рекорд по количеству шайб, заброшенных в играх за сборную (186 в 245 играх).
В 1957 году Тумба Юханссон стал первым европейским хоккеистом, приглашённым в летний тренировочный лагерь команды НХЛ, это был клуб «Бостон Брюинз». В том же году провёл 5 игр за «Квебек Эйсес» в хоккейной лиге Квебека. В 1997 году швед был включён в Зал славы ИИХФ, в 1999 году награждён званием «Лучший хоккеист Швеции всех времён», опередив в голосовании звёзд НХЛ 1990-х годов: Петера Форсберга и Матса Сундина.
Много сделал Юханссон и для развития хоккея: в частности, ему приписывается авторство первого хоккейного шлема SPAPS (1955). В СССР в начале 60-х годов вышла книга «Тумба учит играть в хоккей», ставшая первым учебником по хоккею для большинства мальчишек, серьёзно занимавшихся хоккеем. В 1957 году он открыл на шведском телевидении первую школу хоккея, которой регулярно проводится турнир среди детей TV-pucken.
Скончался 1 октября 2011 года в возрасте 80 лет.

## Футбол
Как футболисту Тумбе удалось стать с «Юргорденом» чемпионом Швеции 1959 года. В 1954 году он провёл за национальную сборную Швеции по футболу 5 матчей, из них один официально признан ФИФА.

## Гольф
После завершения карьеры в хоккее и футболе Свен Тумба решил связать свою жизнь с гольфом. Представлял сборную Швеции на кубке Эйзенхауэра (1971) и кубке мира (1973). Победитель скандинавского международного матча в 1970 году.
Также в гольфе он стал дизайнером полей и послом этого вида спорта за рубежом. Например, официально представил гольф для СССР в 1988 году, где также открыл первую школу по этому виду спорта, и для самой Швеции, где являлся одной из самых влиятельных фигур в этом вопросе. В 1969 году был открыт первый в Швеции центр гольфа «Тумба гольф центер», в 1987 году в Москве был открыт первый в стране «Гольф-клуб Тумбы» (Московский городской гольф-клуб на улице Довженко) на 9 лунок.

## Проекты
- В 1959 году проводил шоу на водных лыжах по всей Швеции.
- В 1981 году открыл фонд поддержки спортсменов-инвалидов Tumba Stipendium, который обеспечил легендарному советскому футболисту Льву Яшину операцию на бедре в Швеции.
- В 1999 году совместно с AstraZeneca основал благотворительный фонд «Спорт для образования», который стремится уничтожать безграмотность.
- Написал множество книг: «Тумба говорит всё это», «Хоккейная школа Тумбы» (переведено на три языка), «Моя богатая жизнь (голая правда)» и другие.